# مصطفى مشيش العلمي
مصطفى مشيش العلمي (مواليد سنة 1932، القنيطرة) هو أكاديمي ومهندس ورجل أعمال وسياسي مغربي ينتمي إلى حزب الاستقلال. شغل منصب نائب رئيس بلدية القنيطرة-المعمورة. وهو رئيس مؤسسة سيدي مشيش العلمي.
كما يشارك وينظم العديد من الفعاليات والمعارض المتعلقة بفن وتاريخ المغرب.

## روابط خارجية
- Mustapha Mchiche Alami: Le saint mécène نسخة محفوظة 30 نوفمبر 2008 على موقع واي باك مشين..
- Le mécène du Gharb.